# Eadweard Muybridge
Eadweard Muybridge (ur. 9 kwietnia 1830 w Kingston upon Thames na przedmieściach Londynu, zm. 8 maja 1904) – brytyjski fotograf, działający w USA. Znany przede wszystkim jako autor zdjęć, wykonywanych zespołem sprzężonych aparatów fotograficznych, przedstawiających kolejne fazy ruchu np. galopującego konia, idącego człowieka itp. Jako wynalazca zoopraksiskopu – urządzenia pozwalającego na animowanie tych zdjęć – był jednym z pionierów kinematografii.

## Życiorys
Urodził się jako Edward James Muggeridge. Był jednym z czterech synów Susannah i Johna Muggeridge. Po ukończeniu Queen Elizabeth’s Free Grammar School przeniósł się do Londynu. Na początku lat 50. wyjechał do Nowego Jorku jako agent londyńskiej firmy zajmującej się sprzedażą książek. Pracował również dla amerykańskiego wydawnictwa, co wiązało się z koniecznością odbywania wielu podróży po USA. Około 1855 założył własną księgarnię w San Francisco. W 1860 postanowił wrócić do Nowego Jorku i Londynu, zapewne w sprawach biznesowych. 2 lipca dyliżans, którym podróżował, miał wypadek i Muybridge doznał wielu poważnych obrażeń głowy. Miał również stracić na kilka miesięcy zmysły słuchu, smaku i powonienia. Po dwóch miesiącach spędzonych w Nowym Jorku wyjechał do Londynu, gdzie opiekował się nim nadworny lekarz królowej Wiktorii, William Gull. W pełni do zdrowia powrócił po roku, ale zdaniem niektórych badaczy w wyniku wypadku (i towarzyszących mu uszkodzeń mózgu) Muybridge doznał trwałych zmian osobowości.
Nie wiadomo, gdzie przebywał i czym się zajmował w latach 1861-1867. W 1867 działał już w San Francisco na polu fotografii. Od 1872 pracował nad trudnymi do wykonania, ze względu na możliwości techniczne, fotografiami obiektów w ruchu.
W 1872 poślubił 21-letnią rozwódkę, Florę Stone. Rok później Flora wdała się w romans z majorem Harrym Larkynsem, ale Muybridge doprowadził do ich rozstania. Gdy zatem Flora urodziła syna, nazwanego Floredo, Muybridge nie miał podstaw, by wątpić w swoje ojcostwo. Dopiero przypadkowe znalezienie fotografii małego Floreda, zapewne wysłanej do Flory przez Larkynsa, podpisanego na odwrocie "Mały Harry", zasiało w nim wątpliwości. Pojechał do jego domu i poprosił go do drzwi. Według zeznań świadka miał powiedzieć: Dobry wieczór, majorze. Oto moja odpowiedź na wiadomość, którą wysłałeś mojej żonie, po czym strzelił mu prosto w serce. Larkyns zmarł na miejscu, a Muybridge został zaaresztowany, ale w wyniku procesu został uniewinniony (uznano, że działał w obronie własnej rodziny).

## Fotografia krajobrazowa

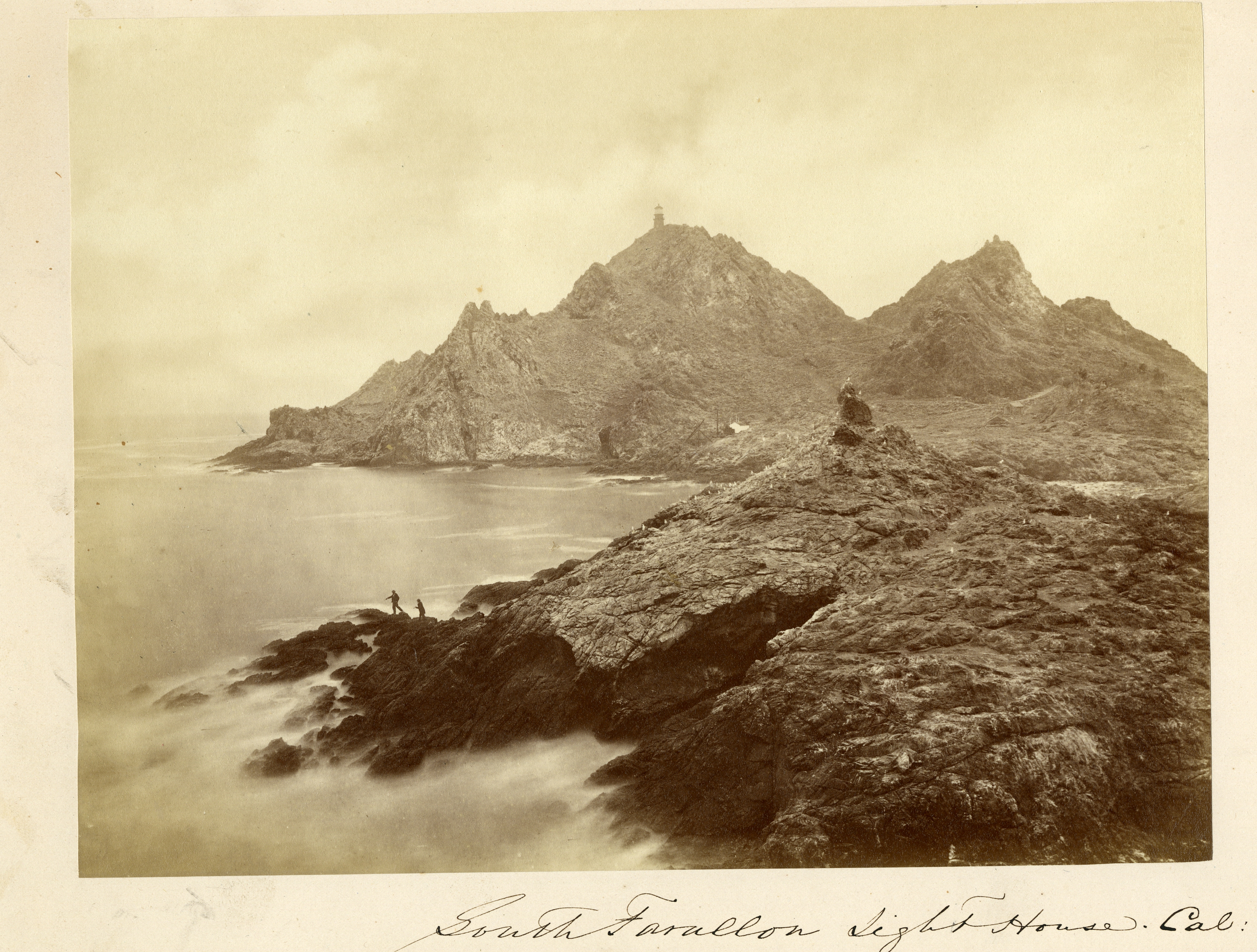
E. Muybridge, Wyspy Farallońskie, 1870–1871

W początkowym okresie swojej działalności fotograficznej Muybridge wykonywał przede wszystkim zdjęcia o charakterze krajobrazowo-dokumentacyjnym. Jako fotograf po raz pierwszy występuje w 1867 roku w San Francisco, gdzie wykonuje zdjęcia pejzażowe. Nie wiadomo jednak, gdzie i od kogo nauczył się fotografowania. Jako możliwego nauczyciela Muybridge’a wskazuje się m.in. dagerotypistę Silasa T. Sellecka, z którym pod koniec 1867 lub na początku 1868 Muybridge otworzył w San Francisco studio, specjalizujące się w wykonywaniu zdjęć Kalifornii i zachodniego wybrzeża USA. Przez kilka kolejnych lat Muybridge zajmował się przede wszystkim fotografią krajobrazową. Zaczynał od zdjęć San Francisco, następnie fotografował dolinę Yosemite, Vancouver, Alaskę, latarnie na zachodnim wybrzeżu, Wyspy Farallońskie, gejzery i linie kolejowe.
Swoje odbitki często podpisywał pseudonimem "Helios", który nawiązywał do roli światła w fotografowaniu.
Fotografię krajobrazową uprawiał również po rozpoczęciu eksperymentów nad utrwalaniem na zdjęciach ruchu. W 1873 wykonał serię stereoskopowych zdjęć, dokumentujących przebieg wojny Modoków. Po zwolnieniu z aresztu, do którego trafił po zabiciu kochanka swojej żony, Muybridge wyjechał do Ameryki Środkowej, by fotografować krajobrazy Gwatemali i Panamy. Po powrocie do USA, w styczniu 1877 wykonał dwie panoramy San Francisco: mniejszą, złożoną z 22 części (7 × 8 cali każda) i większą, z 30 części (21 × 16 cali każda). Było to ostatnie znaczące dzieło Muybridge’a na polu fotografii krajobrazowej; od tego czasu swoje wysiłki skierował ku studiom ruchu.

## Studium ruchu

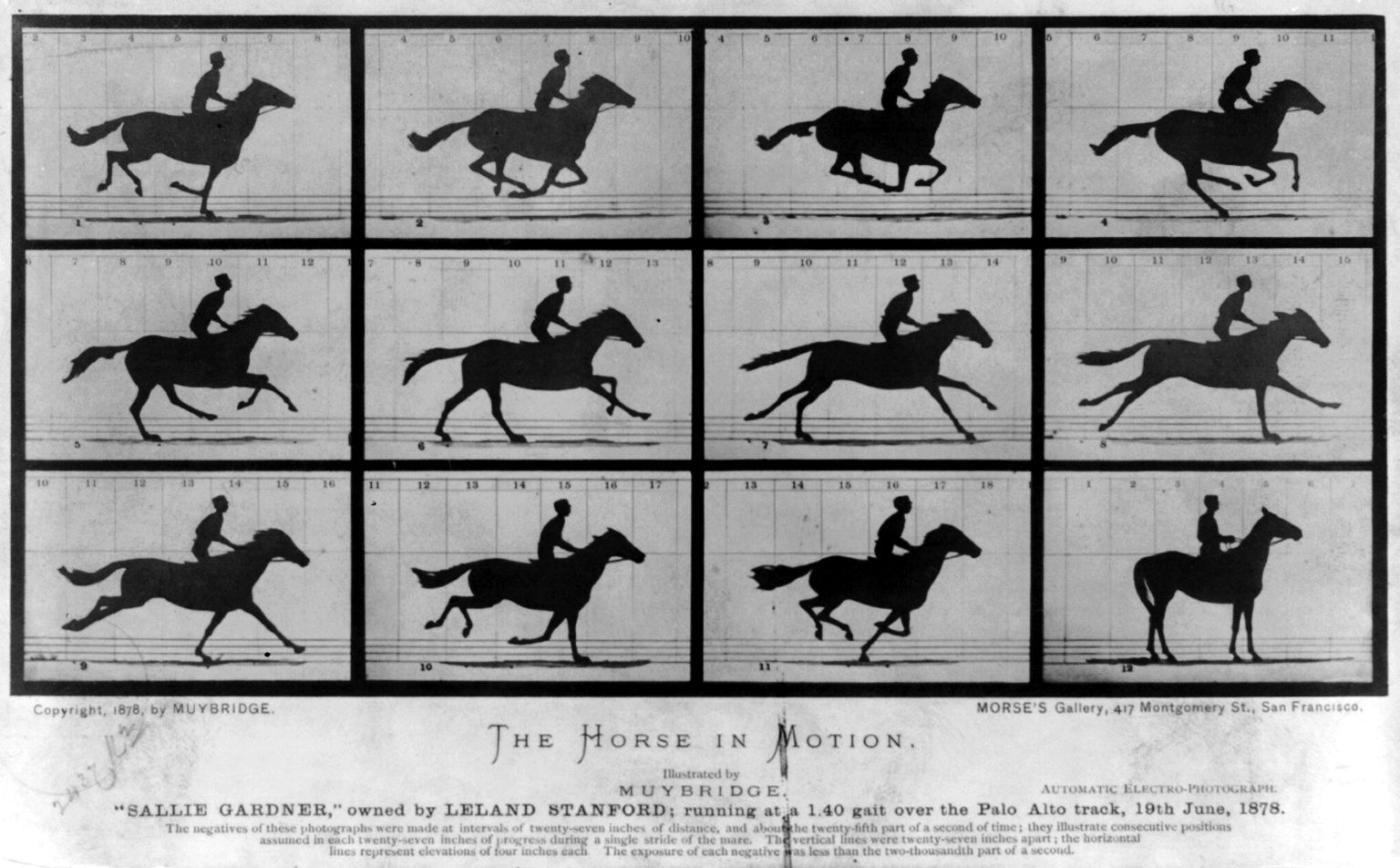
E. Muybridge, Galopująca Sallie Gardner, 1878

Animacja na podstawie fotografii Muybridge’a

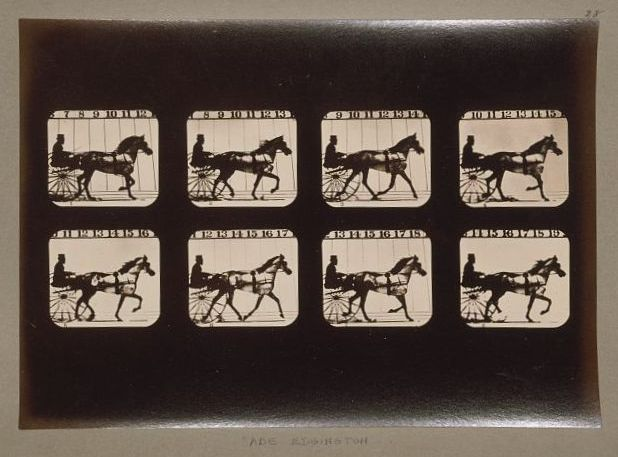
E. Muybridge, jedno ze zdjęć z cyklu z Abem Edgingtonem, ok. 1878

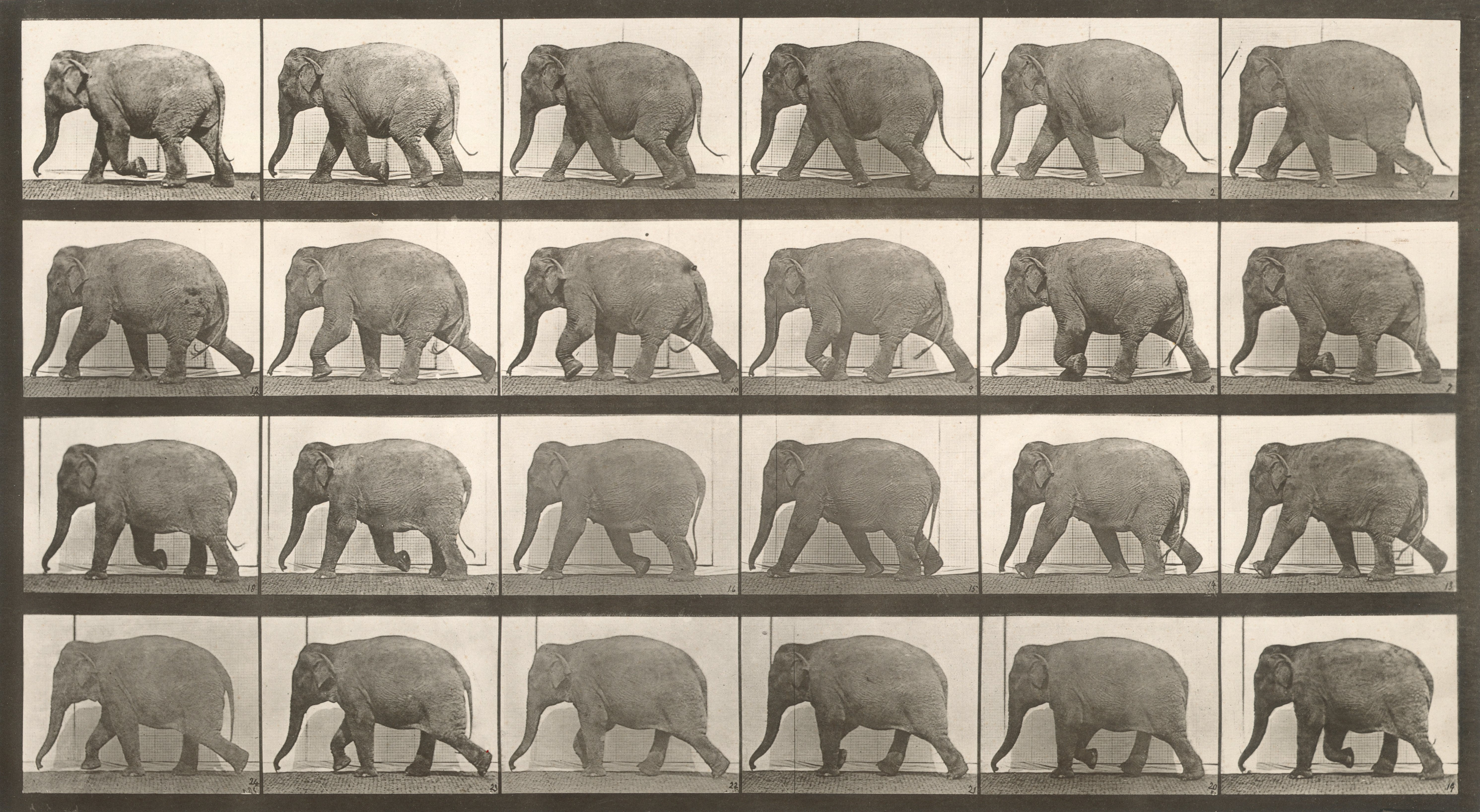
E. Muybridge, Idący słoń, 1884-1887

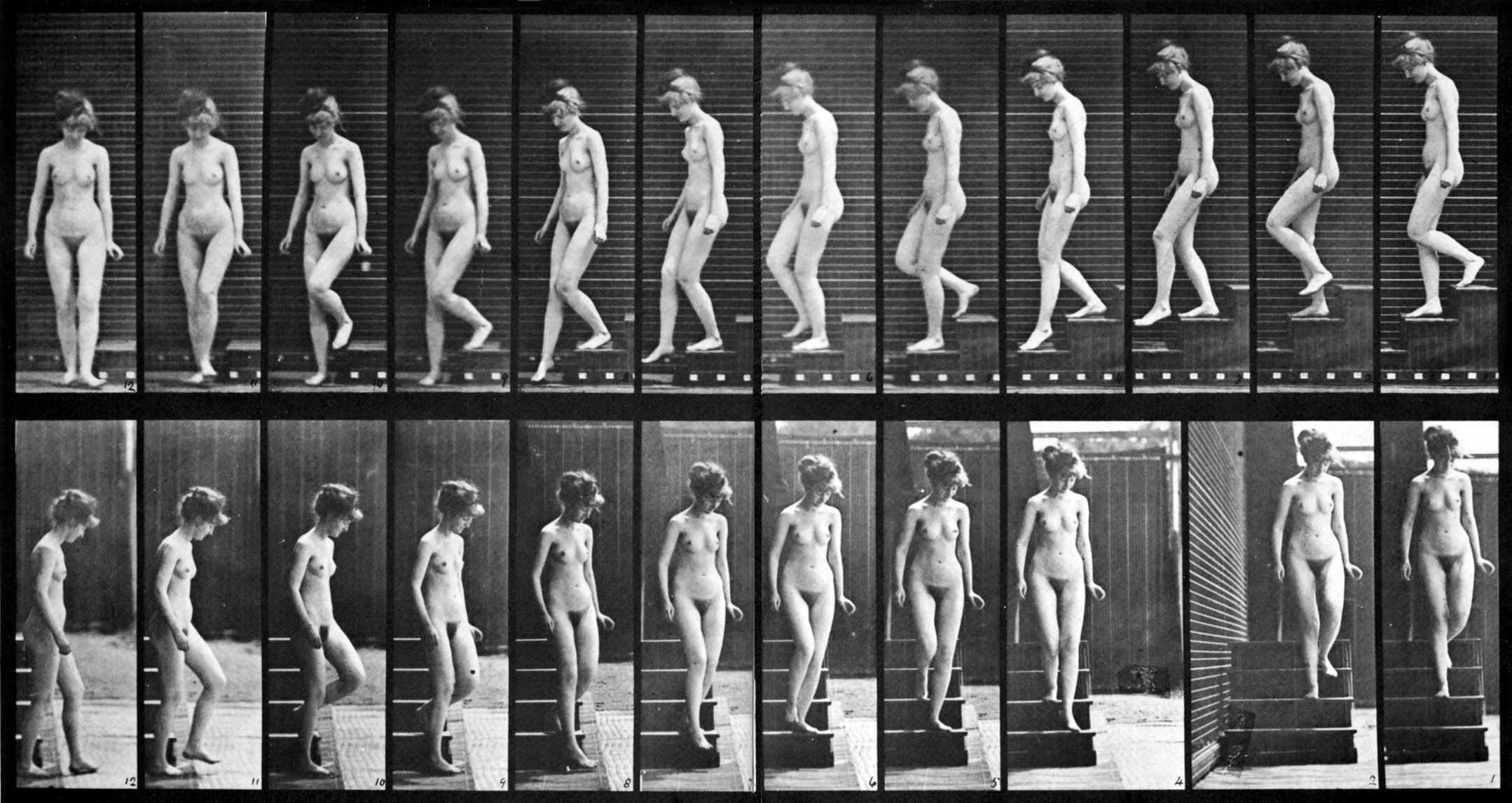
E. Muybridge, Kobieta schodząca po schodach, 1887

Symulacja działania zoopraksiskopu Muybridge’a z 1893

Muybridge współpracował ze studiem Bradleya i Rulofsona w San Francisco. Gdy w 1872 Leland Stanford, prezes linii kolejowej Central Pacific Railroad, były gubernator Kalifornii i właściciel stadniny koni, złożył w studiu zamówienie na wykonanie serii fotografii galopującego konia, to właśnie Muybridge zajął się jego realizacją. Jak głosi legenda (uważana przez niektórych badaczy za mało prawdopodobną), Leland Stanford miał się założyć z Frederickiem MacCrellishem o 25 000 dolarów o to, czy galopujący koń odrywa od ziemi wszystkie cztery kopyta i zdjęcia miały być dowodem rozstrzygającym zakład. Zrealizowanie tego zlecenia wymagało od Muybridge’a uwiecznienia na fotografii czegoś, czego nie można było dostrzec gołym okiem. Było to trudne do zrealizowania również ze względu na ówczesne możliwości techniczne fotografii.
Jako modela Muybridge miał wykorzystywać wyścigowego konia o imieniu Occident, będącego własnością Stanforda. Istnieją niejasności dotyczące czasu i miejsca przeprowadzania przez Muybridge’a pierwszych prób. Według niektórych przekazów miały się one odbyć w maju 1872 w Sacramento. Być może kolejne próby odbyły się w tym samym miejscu rok później. Z przekazów pomocnika Muybridge’a, Shermana Blake’a, wynika, że Muybridge pracował na Old Bay District Track w San Francisco. Jakby nie było, pierwsze eksperymenty nie były udane i nie zachowały się z tego czasu żadne zdjęcia.
Po kilkuletniej przerwie Muybridge powrócił do niezrealizowanego zlecenia Stanforda. W 1877 fotografował na terenie jego posiadłości, Palo Alto. Zamierzeniem Muybridge’a było nie tylko uchwycenie jednego momentu biegu konia, ale sfotografowanie każdej jego fazy. W tym celu Muybridge pracował nad ulepszeniem chemikaliów, tak by możliwe było skrócenie czasu naświetlania. W tym samym celu za torem ustawił odbijającą światło białą ścianę, a podłoże wysypał wapnem. Wzdłuż toru ustawione były aparaty fotograficzne, rejestrujące poszczególne etapy biegu zwierzęcia. W poprzek toru rozciągnięte były nici, które uruchamiały spusty migawki kolejnych aparatów. Taki w pełni działający system był gotowy w 1878. Muybridge prześcignął dotychczasowe możliwości fotografii: nie tylko uchwycił na zdjęciu szybko poruszające się zwierzę, ale również sfotografował kolejne fazy ruchu.
15 czerwca 1878 Muybridge zorganizował konferencję prasową, podczas której zaprezentował sposób wykonywania zdjęć zwierząt w ruchu. Posłużył się dwoma końmi; jeden z nich – Abe Edgington – kłusował, drugi – Sallie Gardner – galopował. Zestawy ich zdjęć, zatytułowane The Horse in Motion (później: Landscape and Animal Photographer), obiegły niemal cały świat i wystawiane w sklepowych witrynach gromadziły tłumy gapiów. Kwestia podziału zysków podzieliła Muybridge’a i Stanforda i ostatecznie doprowadziła do zerwania ich współpracy. Muybridge kontynuował swoją działalność, poszerzając spektrum fotografowanych obiektów o inne zwierzęta (psy, koty...) i ludzi wykonujących różne czynności. W 1881 fotografie te wydał w zbiorze The Attitudes of Animals in Motion. A Series Illustrating the Consecutive Positions Assumed by Animals in Performing Various Movements Executed at Palo Alto, California, in 1878 and 1879. W 1882 Stanford opublikował książkę The Horse in Motion as Shown by Instantaneous Photography with a Study on Animal Mechanics, w której zamieścił litografie wykonane na podstawie zdjęć Muybridge’a i opatrzone komentarzem lekarza; nazwisko Muybridge’a było jedynie wspomniane. Muybridge wytoczył Stanfordowi proces, który zakończył się jednak jego porażką – sąd uznał, że Muybridge nie może przypisywać sobie autorstwa zdjęć, których wykonanie było możliwe dzięki mechanizmowi, zaprojektowanemu przez inżyniera Stanforda.
W 1881 Muybridge przyjechał do Europy, gdzie został entuzjastycznie przyjęty. O jego pokazy zabiegały liczne instytucje i towarzystwa. Swoje osiągnięcia Muybridge demonstrował również artystom, np. w listopadzie 1881 został zaproszony do pracowni Ernesta Meissoniera, gdzie czekała na niego grupa malarzy. Przydatność zdjęć Muybridge’a dla sztuki bywała jednak także kwestionowana. Zarzucano im, że pokazują to, czego ludzkie oko tak naprawdę nie jest w stanie dostrzec, że "widzą za dużo". Przykładowo Adolphe Georges Guéroult na łamach "Gazette des beaux-arts" pisał, że budowa ludzkiego oka uniemożliwia zobaczenie galopującego konia w taki sposób, jak to ukazuje na swoich fotografiach Muybridge. Uważał, że obiekty w ruchu powinny być ukazywane jako poruszone, nieostre formy (np. deszcz jako smugi, a nie wyizolowane krople).
W latach 80. Muybridge odbył w USA cykl wykładów na temat swoich fotografii. Do pokazów używał również urządzenia zwanego zoopraksiskopem, które skonstruował w 1879. Był to rodzaj projektora z wirującym dyskiem, na który nanoszono reprodukcje zdjęć Muybridge’a, ukazujących kolejne fazy ruchu jakiegoś obiektu. W efekcie możliwe było uzyskanie wrażenia ruchu tego obiektu. Na początku 1888 Muybridge konsultował z Thomasem Edisonem możliwość połączenia zoopraksiskopu z fonografem, ale ostatecznie pomysł ten nie został zrealizowany.

Dalszą działalność umożliwił Muybridge’owi Uniwersytet Pensylwanii, który udostępnił mu sprzęt i miejsce do pracy. W latach 1884–1886 we współpracy z Thomasem Eakinsem Muybridge wykonał 781 studiów ruchu, przede wszystkim ludzi, a także różnych zwierząt, wypożyczanych z filadelfijskiego zoo. Modele fotografowani byli nago lub w ubraniach, podczas wykonywania różnorodnych czynności: chodzenia, biegania, ubierania się, palenia. Muybridge angażował także osoby z widocznymi wadami, np. brakiem kończyn lub chorobliwą nadwagą. Udoskonalona została technika wykonywania zdjęć, m.in. zmieniony został sposób uruchamiania migawki: zamiast wcześniejszych sznurków, które wymagały, aby obiekt był w regularnym ruchu, wprowadzone zostały regulatory czasowe. Fotografie te zostały wydane w 1887 w najbardziej znanym zbiorze Muybridge’a, zatytułowanym Animal Locomotion. To 11-tomowe dzieło stało się popularne nie tylko wśród naukowców, ale również i artystów; subskrybowała je większość czołowych artystów europejskich i amerykańskich, m.in. John Everett Millais, William-Adolphe Bouguereau, Auguste Rodin i James McNeill Whistler.
Po wydaniu Animal Locomotion Muybridge zrezygnował z dalszej działalności na polu fotografii i skupił się na pisaniu oraz wykładaniu na temat swojej działalności.
W 2023 roku Magazyn Life umieścił Sallie Gardner w galopie na liście 100 fotografii, które zmieniły świat.